# Cousinia allolepis
Cousinia allolepis là một loài thực vật có hoa trong họ Cúc. Loài này được Tscherneva & Vved. mô tả khoa học đầu tiên năm 1962.